# Opel 16/35 PS
Der Opel 16/35 PS war ein PKW der Oberklasse, den die Adam Opel KG von 1910 bis 1911 als Nachfolger des Modells 15/24 PS baute.

## Geschichte und Technik
Der Motor war, wie beim Vorgänger, ein aus zwei Blöcken zusammengesetzter Vierzylinder-Blockmotor, jedoch mit 4084 cm³ Hubraum (Bohrung × Hub = 100 mm × 130 mm), der 35 PS (15,7 kW) bei 1500/min. leistete. Der seitengesteuerte Motor war wassergekühlt, der Kühlmittelumlauf wurde durch eine Zentrifugalpumpe sichergestellt. Die Motorleistung wurde über eine Lederkonuskupplung, ein manuelles Vierganggetriebe und eine Kardanwelle an die Hinterachse weitergeleitet. Die Höchstgeschwindigkeit des Wagens wird mit 80 km/h angegeben.
Der Rahmen war aus Stahlblech-U-Profilen zusammengesetzt. Die beiden Starrachsen waren an dreiviertelelliptischen (Vorgänger: halbelliptischen) Längsblattfedern aufgehängt. Die Betriebsbremse war als Innenbackenbremse ausgeführt, die auf die Getriebeausgangswelle wirkte. Die Handbremse wirkte auf die Trommeln an den Hinterrädern.
Verfügbar war der 16/35 PS als viersitziger Doppelphaeton, ebensolcher Torpedo, viertürige Limousine und ebensolches Landaulet. Der zweisitzige Phaeton des Vorgängers war nicht mehr erhältlich. Mit dem billigsten Aufbau (Doppelphaeton) kostete der Wagen 11.000 RM.
Der 16/35 PS wurde bis 1911 gebaut. Nachfolger war das Modell 18/40 PS.